# Camille Jordan
Marie Ennemond Camille Jordan (5 de gener de 1838 – 22 de gener de 1922) fou un matemàtic francès, conegut per la seva feina a la fundació de l'estudi de la teoria de grups i per la seva influent obra Cours d'analyse. Va néixer a Lió i va estudiar a l'École polytechnique. Era enginyer de professió; més endavant va ser professor a l'École polytechnique i al Collège de France, on se'l considerava excèntric per les seves notacions.
És reconegut per diversos resultats originals:
- El teorema de la corba de Jordan, un resultat topològic de l'anàlisi complexa
- La forma canònica de Jordan i la matriu de Jordan en el camp de l'àlgebra lineal
- En anàlisi matemàtica, la mesura de Jordan és una predecessora de la teoria de la mesura.
- En teoria de grups, el teorema de Jordan-Hölder sobre sèries de composició és un teorema bàsic.
- El teorema de Jordan sobre grups lineals finits

Els treballs de Jordan van ser essencials per donar a conèixer la teoria de Galois. També va investigar els grups de Mathieu, el primer exemple de grups esporàdics. La seva obra Traité des substitutions, sobre els grups de permutació, fou publicada el 1870; per aquest tractat, Jordan va guanyar el prix Poncelet de 1870.
L'asteroide 25593 Camillejordan i l'Institut de Camille Jordan foren anomenats així en el seu honor.
No s'ha de confondre Camille Jordan amb el geodesista Wilhelm Jordan (Eliminació de Gauss-Jordan) ni amb el físic Pascual Jordan (àlgebra de Jordan).

## Obres de C. Jordan
- Cours d'analyse de l'Ecole Polytechnique; 1 Calcul différentiel (Gauthier-Villars, 1909)
- Cours d'analyse de l'Ecole Polytechnique; 2 Calcul intégral (Gauthier-Villars, 1909)
- Cours d'analyse de l'Ecole Polytechnique; 3 équations différentielles (Gauthier-Villars, 1909)
- Mémoire sur le nombre des valeurs des fonctions  (1861–1869)
- Recherches sur les polyèdres (Gauthier-Villars, 1866)
- Jordan, Camille. Traité des substitutions et des équations algébriques.  Gauthier-Villars, 1870.

- Els anys 1961-1964 l'editorial Gauthier-Villars (París) va publicar una recopilació de les obres de Camille Jordan.